# Pawnee City
Pawnee City és una població dels Estats Units a l'estat de Nebraska. Segons el cens del 2000 tenia 1.033 habitants.

## Demografia
Segons el cens del 2000, Pawnee City tenia 1.033 habitants, 474 habitatges, i 264 famílies. La densitat de població era de 340,9 habitants per km².
Dels 474 habitatges en un 22,4% hi vivien nens de menys de 18 anys, en un 47,3% hi vivien parelles casades, en un 7,2% dones solteres, i en un 44,3% no eren unitats familiars. En el 42,2% dels habitatges hi vivien persones soles el 27,8% de les quals corresponia a persones de 65 anys o més que vivien soles. El nombre mitjà de persones vivint en cada habitatge era de 2,07 i el nombre mitjà de persones que vivien en cada família era de 2,79.
Per edats la població es repartia de la següent manera: un 20,7% tenia menys de 18 anys, un 4,3% entre 18 i 24, un 19,4% entre 25 i 44, un 20,5% de 45 a 60 i un 35,1% 65 anys o més.
L'edat mediana era de 50 anys. Per cada 100 dones de 18 o més anys hi havia 72,4 homes.
La renda mediana per habitatge era de 23.587 $ i la renda mediana per família de 32.717 $. Els homes tenien una renda mediana de 25.489 $ mentre que les dones 18.500 $. La renda per capita de la població era de 17.386 $. Aproximadament el 8,3% de les famílies i el 14,3% de la població estaven per davall del llindar de pobresa.

## Poblacions més properes
El següent diagrama mostra les poblacions més properes.